# Rent (soundtrack)
RENT: Original Motion Picture Soundtrack je album, které obsahuje 28 skladeb z filmu Bohémové, adaptace muzikálu Rent. Album bylo ve Spojených státech vydáno 23. září 2005.

## Tracklist

### Disk 1
1. "Seasons of Love" – Joanne, Collins a celé obsazení
2. "Rent" – Mark, Roger, Collins, Benny & nájemníci (včetně Mimi a Angela)
3. "You'll See" – Roger, Mark & Benny
4. "One Song Glory" – Roger
5. "Light My Candle" – Roger & Mimi
6. "Today 4 U" – Angel
7. "Tango: Maureen" – Joanne a Mark
8. "Life Support" – Gordon, Roger, Steve a celé obsazení
9. "Out Tonight" – Mimi
10. "Another Day" – Roger, Mimi, Collins, Mark & Angel
11. "Will I?" – Steve, Gordon a celé obsazení
12. "Santa Fe" – Collins a sbor
13. "I'll Cover You" – Angel & Collins
14. "Over The Moon" – Maureen

### Disk 2
1. "La Vie Bohème" – celé obsazení
2. "I Should Tell You" – Roger & Mimi
3. "|La Vie Bohème B" – Mimi, Mark, Angel, Collins, Maureen, Joanne & Roger
4. "Seasons of Love B" – celé obsazení
5. "Take Me Or Leave Me" – Maureen & Joanne
6. "Without You" – Mimi & Roger
7. "I'll Cover You (Reprise)" – Collins a sbor
8. "Halloween" – Mark (vystřižena z filmu; píseň je zahrnuta na DVD ve vystřižených scénách)
9. "Goodbye Love" – Mimi, Roger, Benny, Maureen, Joanne, Mark & Collins
10. "What You Own" – Roger & Mark
11. "Finale A" – Mimi & Roger
12. "Your Eyes" – Roger
13. "Finale B" – celé obsazení
14. "Love Heals" – celé obsazení (bonusová skladba na soundtracku, která se neobjevila ve filmu. Napsal ji Larson pro organizaci Friends Indeed)

## Tracklist jednodiskové edice
1. "Seasons of Love" – 3:02
2. "Rent" – 3:58
3. "One Song Glory" – 2:46
4. "Light My Candle" – 4:10
5. "Today 4 U" – 2:45
6. "Tango: Maureen" – 3:31
7. "Out Tonight" – 3:55
8. "Sante Fe" – 3:28
9. "I'll Cover You" – 2:31
10. "La Vie Bohème A & B" – 8:26
11. "I Should Tell You" – 2:53
12. "Take Me Or Leave Me" – 3:51
13. "Without You" – 4:16
14. "I'll Cover You (Reprise)" – 3:43
15. "What You Own" – 3:58
16. "Finale B" – 2:34
17. "Love Heals" (bonusová skladba) – 4:36

## Tracklist singlů

### Seasons of Love
1. Seasons of Love (Gomi's Liar Radio Mix)
2. Seasons of Love (Monkey Bars Remix)
3. Seasons of Love (L.E.X. Theatrical Club Mix)
4. Seasons of Love (Eddie Baez's "Payin' the Rent" Club Mix)
5. Seasons of Love (Gomi's Lair Radio Edit)
6. Seasons of Love (Monkey Bars Remix Edit)
7. Seasons of Love (L.E.X. Theatrical Club Mix Edit)
8. Seasons of Love (Eddie Baez's Payin' The Rent Club Mix Edit)

### Take Me or Leave Me
1. Take Me or Leave Me (Tracy Young Radio)
2. Take Me or Leave Me (Tracy Young Remix)
3. Take Me or Leave Me (Gabriel D Vine's Big Band Disco Remix)
4. Take Me or Leave Me (Jackie And Jorio Club Mix)
5. Take Me or Leave Me (Tracy Young Dub)
6. Out Tonight (Mark!'s Redux Club Remix)
7. Light My Candle (Monkey Bars Remix)

## Hudebníci
- Tim Pierce (akustická kytara, elektrická kytara)
- Jamie Muhoberac (piano, varhany, klávesy)
- Paul Bushnell (basová kytara)
- Dorian Crozier (bubny, perkuse, programování)
- Tim Weil (piano)
- Gregory Curtis (varhany)
- Greg Suran (akustická kytara, elektrická kytara)
- Suzie Katayama (violoncello, harmonika)

## Nahrávací technici
- Doug McKean (hlavní technik)
- Charles Williams (asistent technika)
- Elan Trujillo (asistent technika)